# Émile Chomet
Pour les articles homonymes, voir Chomet.
Émile Chomet, né le 11 mai 1863 à Rio de Janeiro (Brésil) et décédé le 2 juillet 1936, est un homme politique français.

## Biographie
Maire de Saint-Pierre-le-Moûtier, conseiller général du canton de Saint-Pierre-le-Moûtier (1901-1940), sénateur de la Nièvre de 1920 à 1924, son activité parlementaire est très réduite. Battu en 1924, il se retire de la vie politique nationale.